# Air (univers de fiction)
Pour les articles homonymes, voir Air (homonymie).

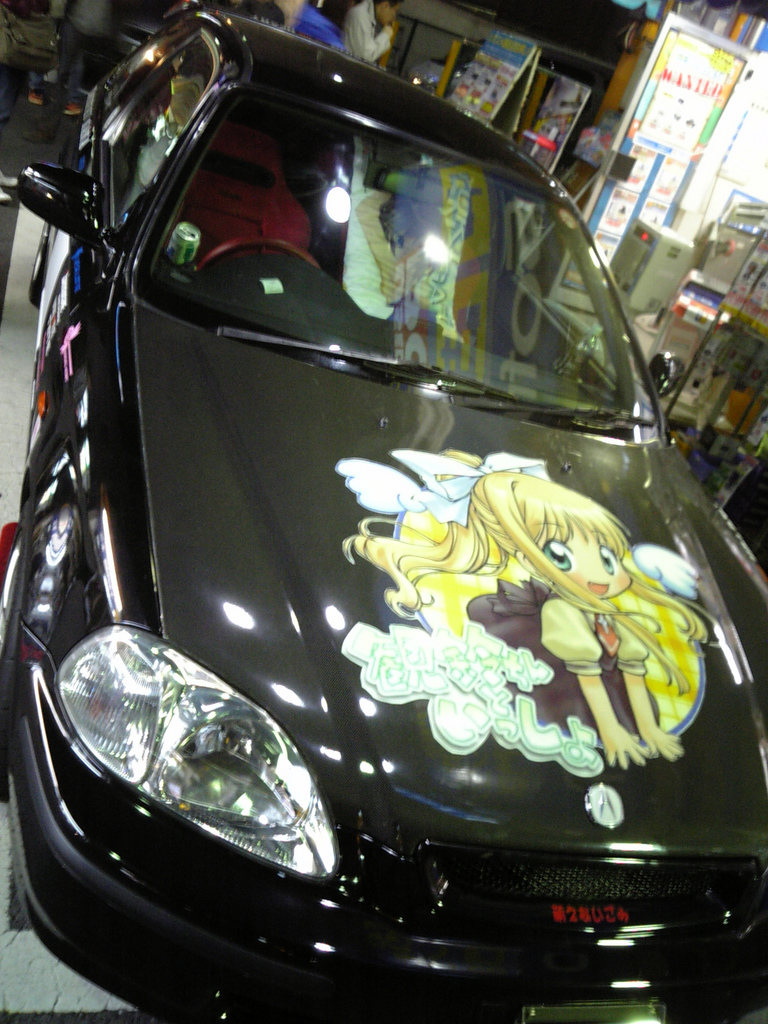

Air est un visual novel de type eroge japonais développé par Key et publié le 8 septembre 2000 pour les ordinateurs Windows. Key a par la suite édité des versions excluant le contenu érotique, permettant ainsi un portage vers Dreamcast, PlayStation 2, PlayStation Portable et PlayStation Vita. Le jeu suit la vie de Yukito Kunisaki, un forain itinérant à la recherche de la « fille dans le ciel ». Il arrive dans une ville balnéaire tranquille où il rencontre trois filles, dont l'une d'elles est la clé de la fin de son voyage.
Le gameplay d'Air est non-linéaire et offre des scénarios prédéterminés avec des moments d'interactions où le joueur est à la place des trois personnages principaux féminins. Le jeu est divisé est trois segments (« Rêve », « Été » et « Air ») qui servent de phases différentes pour l'histoire globale. Le jeu s'est placé dans les meilleures ventes des jeux pour PC vendus au Japon au moment de sa sortie, puis est présent plusieurs fois dans le top 50 national des ventes. Air s'est vendu à plus de 300 000 exemplaires sur plusieurs plateformes.
Après la commercialisation du jeu, Air a fait l'objet de nombreuses adaptations sur d'autres médias. Un manga de Yukimaru Katsura est publié dans le magazine Comptiq appartenant à Kadokawa Shoten, puis plus tard commercialisé en deux volumes. Des périodiques de bande dessinée et des livres d'artiste sont également publiés, tout comme des séries radiophonique et plusieurs albums de musique. Kyoto Animation produit un anime de 13 épisodes et deux mini-séries d'animation en 2005. Toei Animation produit également un film d'animation cette même année. L'adaptation de l'anime est licencié par Funimation qui le commercialise en Amérique du Nord.

## Trame

### Personnages
- Yukito Kunisaki (国崎往人) : Un jeune voyageur solitaire qui erre de ville en ville afin de comprendre le sens de la dernière volonté de sa mère : « chercher une fille avec des ailes dans le ciel ». Il ne se sépare jamais de sa poupée, qu'il arrive à faire bouger sans même la toucher, et gagne ainsi sa vie grâce à ce petit tour de magie.

- Misuzu Kamio (神尾観鈴) : Une fille belle et étrange dont Yukito fait la connaissance en arrivant en ville. Très naïve, elle tombe souvent malade, et n'a aucune amie. Elle vit avec sa mère Haruko dans une maison retirée, et finira par s'attacher très fort à Yukito, qu'elle invitera à vivre dans sa maison.

- Kano Kirishima (霧島佳乃) : Depuis que ses parents sont décédés, elle vit maintenant avec sa grande sœur, Hijiri. Elle porte à la main un ruban jaune, qui selon elle, lui permettra un jour de faire de la magie. Elle adore les animaux ainsi que parler avec son petit chien, Potato.

- Minagi Tohno (遠野美凪) : Une grande et belle jeune fille, qui est une camarade de classe de Misuzu. Elle n'exprime jamais ses sentiments et cela lui donne un air étrange et énigmatique, alors qu'en réalité, elle est douce et chaleureuse. Très intelligente, c'est la présidente du club d'astronomie de l'école.

- Haruko Kamio (神尾晴子) : Bien qu'étant la mère de Misuzu, celle-ci ne passe que peu de temps avec sa fille, qu'elle trouve étrange. Alcoolique, elle n'arrête pas de boire, et essaie d'entraîner Yukito dans sa saoulerie.

- Hijiri Kirishima (霧島聖) : Sœur aînée de Kano, droite et serviable, elle passe son temps à la protéger, et se montre toujours tendre avec elle. Propriétaire de la clinique du village, elle y occupe le rôle de médecin.

- Michiru (みちる) : Une jeune fille hyperactive et délurée, elle adore s'amuser à faire des bulles de savon avec Tohno, sa meilleure amie. Elle considère Yukito comme son rival, et se dispute tout le temps avec lui.

- Potato (ポテト) : Un chien étrange et mignon, qui semble pouvoir communiquer avec les humains…

### Histoire
Kunisaki Yukitosoromo est un jeune homme qui gagne sa vie grâce à des spectacles avec sa marionnette qu'il contrôle sans fils. Il parcourt le monde à la recherche d'une fille ayant des ailes lui permettant de voler, poursuivant ainsi le rêve de sa mère. Un jour il arrive dans un village et fait la rencontre de Misuzu, une jeune fille bizarre et naïve. La mère de celle-ci, une « adulte » irresponsable, accepte qu'il loge chez elles s'il s'occupe de Misuzu et plus particulièrement de son réflexe : elle dit tout le temps « Gao » et cela l'énerve. Il rencontre aussi Kano Kirishima, une fille mystérieuse qui dit pouvoir utiliser la magie et dont le meilleur ami est un adorable chien appelé Potato, ainsi que sa grande sœur qui tient la seule clinique du village. Il y a aussi Minagi, la première de la classe et son amie Michiru, une enfant pour le moins turbulente. Il va décider de rester quelque temps dans ce village où le rêve de beaucoup semble être de voler dans le ciel…

## Système de jeu
Air est un visual novel romantique où le joueur assume le rôle de trois personnages. Le joueur passe la plupart de son temps à lire le texte apparaissant à l'écran, qui retranscrit aussi bien la narration que les dialogues des personnages. Le jeu est non linéaire et offre des scénarios prédéterminés. En fonction des décisions que prendra le joueur durant le jeu, le scénario va suivre une direction, et donc une fin, spécifique. Avec les adaptations, si un choix non désiré est effectué, il y a une option permettant de revenir en arrière afin de corriger l'erreur. Cependant, si le joueur atteint une mauvaise fin, le joueur perd cette possibilité et doit recharger le jeu depuis un point de sauvegarde.
Le joueur peut expérimenter cinq scénarios principaux différents, trois sont disponibles initialement et deux supplémentaires peuvent être accessible par la suite. Parfois, le joueur doit choisir parmi plusieurs options, ce qui interrompt la progression du texte jusqu'à ce qu'un choix soit effectué. Pour connaître l'intégralité de l'intrigue, le joueur doit rejouer et faire d'autres choix afin de prendre un autre chemin et ainsi obtenir une autre fin.
Quand le joueur commence le jeu, il incarne Yukito Kunisaki et les scénarios pour les trois héroïnes sont disponibles dans l'arc narratif « Rêve ». Après que les scénarios par les trois héroïnes sont complétés, un scénario additionnel nommé « Été » où le joueur incarne Ryūya se débloque. Il s'agit d'un arc narratif linéaire ne présentant aucun choix au joueur. À la fin de l'arc « Été », un autre scénario appelé « Air », qui sert de véritable fin à l'histoire, est présenté. Le joueur incarne alors un corbeau nommé Sora. Dans la version pour adulte du jeu, il existe des scènes avec des infographies représentant des relations sexuelles entre Yukito et la fille choisie. Plus tard, Key commercialise des versions du jeu exempt de contenus érotiques.

## Adaptation

### Manga
Le manga AIR est actuellement publié dans le Comptiq Magazine, dont le mangaka est Yukimaru Katsura (桂　遊生丸), qui fit également le manga de Yumeria. Le premier volume est sorti au Japon le 10 août 2005. Aucune date de publication n'est annoncée en France.
Il existe aussi un one shot qui est une compilation d'histoires courtes nommée Kanon & AIR スカイ (Sky) de Rei Izumi (依済　れい). Ces dernières reprennent les univers des deux séries AIR et Kanon. Il a été publié chez Kodokawa Comics.

### Série animée
Réalisée par Ishihara Tatsuya du studio Kyoto Animation, elle fut diffusée à partir de janvier 2005 au Japon, c'est une adaptation directe du jeu vidéo, divisée en 13 épisodes. Le 13e épisode est en fait un épisode récapitulatif de toute la série. Elle est disponible au Japon sous forme de 6 DVD. Sa diffusion en France est prévue pour le 3 décembre 2020 sur le site de streaming ADN.

### Film
Le film d'animation Air réalisé par Osamu Dezaki et produit par Toei animation est sortie dans les salles de cinémas japonais le 5 février 2005. Le film est une réinterprétation de l'histoire originale de Air, centrée sur l'histoire de Misuzu Kamio. Yukito Kunisaki arrive dans la ville de Kami pour avoir une chance de gagner de l'argent au festival d'été et rencontre Misuzu lors de son premier jour en ville. Ils deviennent rapidement amis et une histoire de mille ans commence à se dérouler. Le film est vendu sous forme de DVD en trois éditions : l'édition collector, l'édition spéciale et l'édition régulière le 5 août 2005. Le film Air est initialement publié sur DVD par ADV Films en Amérique du Nord le 11 décembre 2007. Funimation poursuis la diffusion du film à partir de juillet 2008, date à laquelle la licence a été transférée de ADV à Funimation. Funimation réédite le film le 21 avril 2009.

## OAV
Une série de deux OAV intitulées « Air in Summer » (AIR イン サマー) fut ensuite réalisée, vers octobre 2005. Nous nous retrouvons dans le Japon médiéval, où l'on partage une petite tranche du voyage de Kanna, Uraha et Ryuuya. Ce sont donc les épisodes 9 et 10 de la série approfondis, où l'on apprend à connaître encore mieux les personnages. Les deux épisodes ont été télévisés le 28 août 2005 et 4 septembre 2005 sur BS-i. Le DVD a vu sa sortie le 5 octobre 2005.

## OST
Plusieurs OST de Air sont sorties au Japon :
- Air OST
- Air ~ The movie ~ OST
- Air Drama CD (vendu avec l'édition spéciale du DVD du film)
- Air Full Orchestra CD (vendu avec l'édition spéciale du DVD du film)

### Artbook
Plusieurs artbooks de Air sont également sortis au Japon :
- Air - Air on TV (artbook de la série animée)
- Air - Art Works (artbook du jeu vidéo)
- Air ~ The movie ~ - Premium Art Collection (artbook du film)